# (5094) Seryozha
(5094) Seryozha ist ein Asteroid des Hauptgürtels, der am 20. Oktober 1982 von der ukrainisch-sowjetischen Astronomin Ljudmila Georgijewna Karatschkina am Krim-Observatorium in Nautschnyj (IAU-Code 095) entdeckt wurde.
Der Asteroid ist Mitglied der Koronis-Familie, einer Gruppe von Asteroiden, die nach (158) Koronis benannt ist.
(5094) Seryozha wurde nach dem sowjetisch-russischen Physiker und Fernsehmoderator Sergei Petrowitsch Kapiza (1928–2012) benannt.